# Gérard Dhôtel
Pour les articles homonymes, voir Dhôtel.
Gérard Lucien Dhôtel, né le 29 juillet 1955 à Vitry-le-François et mort le 27 mars 2015 à Paris 20e,, est journaliste et écrivain.

## Biographie
Gérard Dhôtel, fils d'ouvrier, « sera toujours fier de la modestie de son milieu d’origine ». Il intègre l’école de journalisme de Strasbourg, et est journaliste depuis 1980. Il a commencé sa carrière à L'Union.
Spécialisé en jeunesse, il a été rédacteur en chef d'un magazine pour les juniors et les adolescents, L'Hebdo des juniors au sein du groupe Fleurus presse devenu L'Hebdo lors de la prise de contrôle du journal Le Monde sur les publications de la Vie catholique, de Télérama et de Fleurus,  puis Monde des ados. Il en est resté rédacteur en chef jusqu'en février 2010.
Depuis, il s'est consacré à l'écriture d'ouvrages pour la jeunesse (Louise Michel, Non à l'exploitation ou Victor Schœlcher, Non à l'esclavage (Collection « Ceux qui ont dit non », Actes sud junior), Ados : crise, quelle crise ?). Son livre Israël-Palestine, une terre pour deux (Actes Sud junior) a reçu la Pépite du meilleur livre documentaire 2013 du salon du livre et de la presse jeunesse en Seine-Saint-Denis, à Montreuil. Son dernier livre paru le 5 février 2015 aux éditions de La Martinière Jeunesse est Le livre des vrai-faux du corps humain. Il est décédé le 27 mars 2015à Paris 20e.

## Publications
- Gérard Dhôtel, Paris, Essentiel, Milan, 1995.
- Gérard Dhôtel, Réfugiés, le droit d'asile menacé, J'accuse, Syros, 1995Prix Gustav Heinemann (Allemagne).
- Gérard Dhôtel, Les enfants dans la guerre, Essentiel, Milan, 1999.
- Gérard Dhôtel, La Révolution française, Essentiel Junior, Milan, 2003.
- Gérard Dhôtel, L'esclavage ancien et moderne, Essentiel Junior, Milan, 2004.
- (pt) Gérard Dhôtel, Bedirya la volontaire, J'accuse, Syros, 2004.
- Gérard Dhôtel, Adolescence mode d'emploi, Librio, 2006.
- Gérard Dhôtel, Le dico de l'info, Librio, 2006.
- Gérard Dhôtel, La peine de mort, ça existe encore, Oxygène, De La Martinière Jeunesse, 2008.
- Gérard Dhôtel, Victor Schœlcher : non à l'esclavage, Ceux qui ont dit non, Actes Sud Junior, 2008.
- Gérard Dhôtel, Louise Michel : non à l'exploitation, Ceux qui ont dit non, Actes Sud Junior, 2010.
- (ko) Gérard Dhôtel, Crise, quelle crise ? 20 idées reçues sur les ados, Thierry Magnier, 2010.
- Gérard Dhôtel, La Révolution française à petits pas, Actes Sud Junior, 2011.
- Gérard Dhôtel, Robespierre : la Terreur et la vertu, Oskar éditions, 2011.
- Gérard Dhôtel, Aujourd'hui citoyen, éditions Milan, 2011.
- Gérard Dhôtel, Non à l'individualisme (nouvelle), Actes Sud Junior, 2011.
- Gérard Dhôtel, Le livre des Vrai Faux, De La Martinière Jeunesse, 2012.
- Gérard Dhôtel (ill. Arno), Israël-Palestine : une terre pour deux, Actes Sud Junior, 2013Pépite du Livre documentaire (Montreuil).
- Gérard Dhôtel, Le livre des vrai faux des animaux, De La Martinière jeunesse, 2013.
- Gérard Dhôtel, Questions-Réponses Paris, Nathan, 2013.
- Gérard Dhôtel, Jessie Magana, Nimrod, Maria Poblete, Elsa Sola et Murielle Szac, Non à l'indifférence, Actes Sud junior, coll. « Ceux qui ont dit non », 2013.
- Gérard Dhôtel, Les grandes capitales, Concentrés Nathan, 2013.
- Gérard Dhôtel, Droits de l'Enfant, droits devants, Actes Sud Junior, 2013.
- Gérard Dhôtel, Le livre des vrai faux de l'Histoire, De La Martinière Jeunesse, 2014.
- Gérard Dhôtel, Comment parler d'Histoire de France aux enfants, Baron Perché, 2014.
- Gérard Dhôtel, C'est pas juste ! Petits tracas, grandes questions ? Toutes les solutions !, Bulle d'air, De La Martinière Jeunesse, 2014.
- Gérard Dhôtel, Les États-Unis, Nathan jeunesse, 2014.
- Gérard Dhôtel, Algérie, 1954-1962 : la sale guerre, Actes Sud Junior, 2014.
- Gérard Dhôtel, Comment parler de l'islam aux enfants, le baron perché, 2014.
- Gérard Dhôtel, Le livre des vrais-faux du corps humain, De La Martinière Jeunesse, 2015.

## Prix et distinctions
- 2000 :  Prix Gustav Heinemann (de) pour Réfugiés, le droit d'asile menacé
- 2013 : Pépite du meilleur livre documentaire[7] du Salon du livre et de la presse jeunesse de Montreuil pour Israël-Palestine, une terre pour deux, illustré par Arno.